# Douglas Point Conservation Park
Douglas Point Conservation Park är en park i Australien. Den ligger i delstaten South Australia, omkring 390 kilometer sydost om delstatshuvudstaden Adelaide. Douglas Point Conservation Park ligger 2 meter över havet.
Trakten är glest befolkad. Närmaste större samhälle är Port MacDonnell, omkring 11 kilometer öster om Douglas Point Conservation Park. 
Trakten runt Douglas Point Conservation Park består till största delen av jordbruksmark. Genomsnittlig årsnederbörd är 956 millimeter. Den regnigaste månaden är juni, med i genomsnitt 165 mm nederbörd, och den torraste är februari, med 18 mm nederbörd.